# Hurn (Naturschutzgebiet)
Koordinaten: 51° 57′ 21″ N, 9° 3′ 53″ O

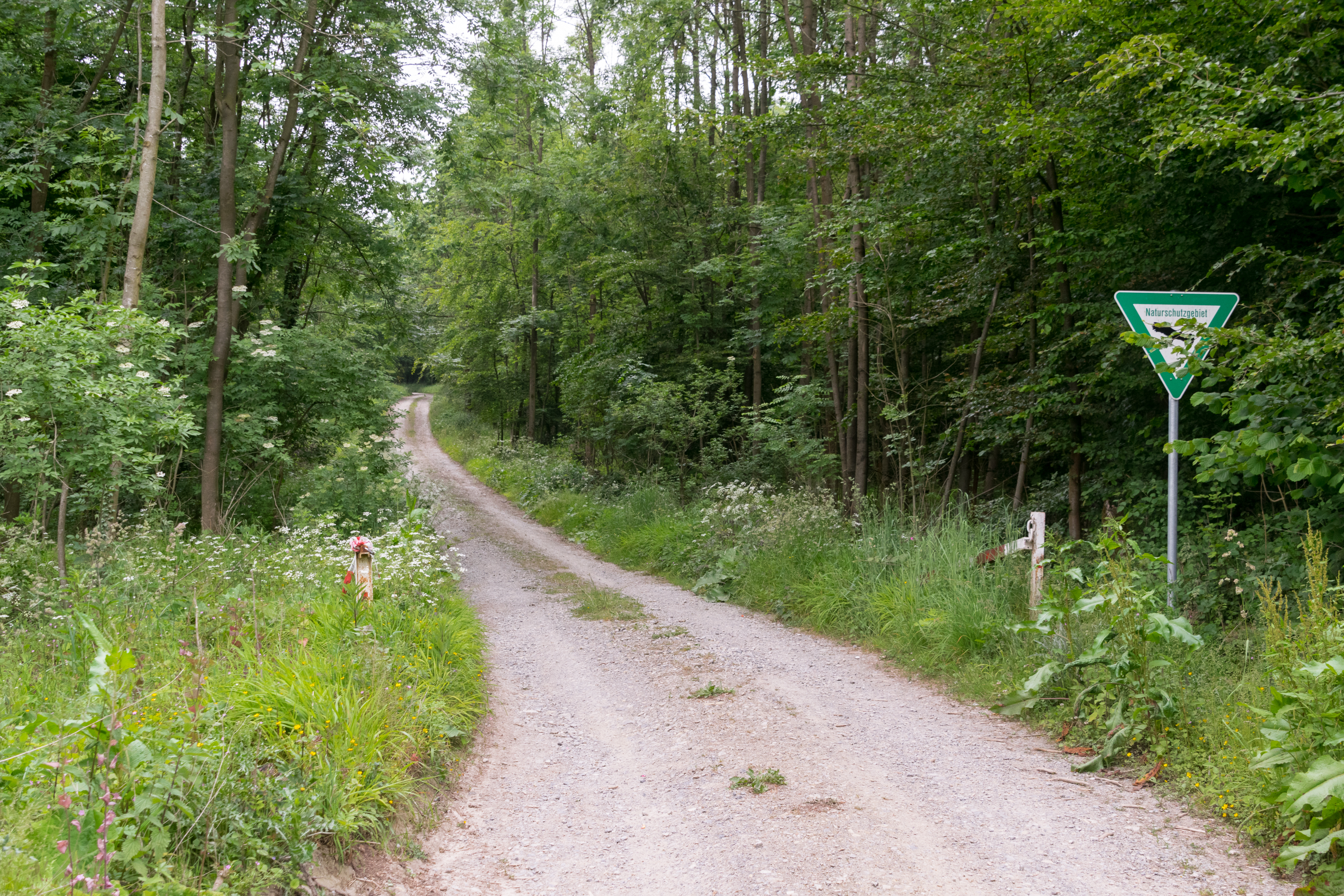
Naturschutzgebiet Hurn (Juni 2015)

Das Naturschutzgebiet Hurn liegt auf dem Gebiet der Stadt Blomberg im Kreis Lippe in Nordrhein-Westfalen.
Das Gebiet erstreckt sich nordwestlich der Kernstadt Blomberg und nordöstlich des Blomberger Stadtteils Istrup. Westlich des Gebietes verläuft die Landesstraße L 712, südlich erstreckt sich das 208,9 ha große Naturschutzgebiet Talsystem des Königsbaches.

## Bedeutung
Das etwa 226,2 ha große Gebiet mit der Schlüssel-Nummer LIP-053 steht seit dem Jahr 2005 unter Naturschutz. Schutzziele sind die Erhaltung und Optimierung der naturnahen Waldbereiche und der Fließgewässerstrukturen sowie die Entwicklung naturnaher Waldbestände durch Umwandlung von Nadelholz in standortheimischen Laubwald.